# William S. Saric
William Samuel Saric (* 28. September 1940 in Chicago) ist ein US-amerikanischer Ingenieur, der sich mit Hydrodynamik und Aerodynamik befasst.
Saric studierte am Illinois Institute of Technology mit dem Bachelor-Abschluss und der Promotion in Mechanik 1968. Außerdem hat er einen Master-Abschluss der University of New Mexico (1965). 1963 bis 1966 und 1966 bis 1975 war er an den Sandia National Laboratories. 1975 wurde er Associate Professor und 1979 Professor am Virginia Polytechnic Institute und 1984 Professor für Maschinenbau und Flugzeugtechnik an der Arizona State University. Dort und später an der Texas A&M baute er Windkanal-Labore auf. Ab 2005 war er Professor an der Texas A&M University (Flight Research Laboratory).
Er erforscht unter anderem theoretisch, numerisch, experimentell die Fluiddynamische Grenzschicht, deren Stabilität, Übergang zur Strömung und deren Kontrolle etwa bei Mikro-Fluggeräten, bei Flugzeugen und Raumgleitern im Überschall- und Unterschallbereich.
1991/92 war er Gastprofessor an der Universität Tōhoku.
1993 erhielt er die G. I. Taylor Medal und 2003 den Fluid Dynamics Award des American Institute of Aeronautics and Astronautics (AIAA). Er ist Fellow der AIAA, der American Physical Society und der American Society of Mechanical Engineers und seit 2006 Mitglied der National Academy of Engineering (für Beiträge zum grundlegenden Verständnis und der Kontrolle von Scherfluss und Übergang zur Grenzschicht).
1976 und 1981 war er Gastwissenschaftler der Sowjetischen Akademie der Wissenschaften.